# ISO 3166-2:IR
ISO 3166-2:IR es la entrada para Irán en ISO 3166-2, parte de los códigos de normalización ISO 3166 publicados por la Organización Internacional de Normalización (ISO), que define los códigos para los nombres de las principales subdivisiones (p.ej., provincias o estados) de todos los países codificados en ISO 3166-1.
En la actualidad, para Irán los códigos ISO 3166-2 se definen para 31 provincias.
Cada código consta de dos partes, separadas por un guion. La primera parte es IR, el código ISO 3166-1 alfa-2 para Irán. La segunda parte tiene dos cifras.

## Códigos actuales
Los nombres de las subdivisiones se ordenan según el estándar ISO 3166-2 publicado por la Agencia de Mantenimiento ISO 3166 (ISO 3166/MA).
Pulsa sobre el botón en la cabecera para ordenar cada columna.
| Código | Nombre de la subdivisión (fa) | Nombre de la subdivisión (es) |
| ------ | ----------------------------- | ----------------------------- |
| IR-00  | Markazī                       | Markazi                       |
| IR-01  | Gīlān                         | Guilán                        |
| IR-02  | Māzandarān                    | Mazandarán                    |
| IR-03  | Āz̄ārbāyjān-e Shārqī           | Azerbaiyán Oriental           |
| IR-04  | Āz̄ārbāyjān-e Ghārbī           | Azerbaiyán Occidental         |
| IR-05  | Kermānshāh                    | Kermanshah                    |
| IR-06  | Khūzestān                     | Juzestán                      |
| IR-07  | Fārs                          | Fars                          |
| IR-08  | Kermān                        | Kermán                        |
| IR-09  | Khorāsān-e Raẕavī             | Jorasán Razaví                |
| IR-10  | Eşfahān                       | Isfahán                       |
| IR-11  | Sīstān va Balūchestān         | Sistán y Baluchistán          |
| IR-12  | Kordestān                     | Kurdistán                     |
| IR-13  | Hamadān                       | Hamadán                       |
| IR-14  | Chahār Maḩāl va Bakhtīārī     | Chahar Mahal y Bajtiarí       |
| IR-15  | Lorestān                      | Lorestán                      |
| IR-16  | Īlām                          | Ilam                          |
| IR-17  | Kohgīlūyeh va Bowyer Aḩmad    | Kohkiluyeh y Buyer Ahmad      |
| IR-18  | Būshehr                       | Bushehr                       |
| IR-19  | Zanjān                        | Zanyán                        |
| IR-20  | Semnān                        | Semnán                        |
| IR-21  | Yazd                          | Yazd                          |
| IR-22  | Hormozgān                     | Hormozgan                     |
| IR-23  | Tehrān                        | Teherán                       |
| IR-24  | Ardabīl                       | Ardabil                       |
| IR-25  | Qom                           | Qom                           |
| IR-26  | Qazvīn                        | Qazvin                        |
| IR-27  | Golestān                      | Golestán                      |
| IR-28  | Khorāsān-e Shomālī            | Jorasán del Norte             |
| IR-29  | Khorāsān-e Jonūbī             | Jorasán Sur                   |
| IR-30  | Alborz                        | Elburz                        |

## Cambios
Los siguientes cambios de entradas han sido anunciados en los boletines de noticias emitidos por el ISO 3166/MA desde la primera publicación del ISO 3166-2 en 1998, cesando esta actividad informativa en 2013.
| Informe      | Fecha de emisión | Descripción del cambio reportado | Cambio de código o subdivisión |
| ------------ | ---------------- | --- | --- |
| Boletín I-2  | 2002-05-21       | Reorganización parcial de la presentación de subdivisiones. dos nuevas provincias. Dos correcciones de nombre (IR-17 e IR-18). Nueva referencia para la fuente de la lista | Subdivisiones añadidas: IR-27 Golestán IR-28 Qazvīn                                                                                     |
| Boletín I- 8 | 2007-04-17       | Modificación de la estructura administrativa | Subdivisiones añadidas: IR-29 Khorāsān-e Janūbī IR-30 Khorāsān-e Razavī IR-31 Khorāsān-e Shemālī Subdivisiones borradas: IR-09 Khorāsān |

Los siguientes cambios de entradas constan en la lista del catálogo en línea del ISO:
| Fecha efectiva del cambio | Breve descripción del cambio |
| ------------------------- | --- |
| 2014-10-30                | Se añade 1 provincia: IR-32; se actualiza la fuente de la lista |
| 2014-12-18                | Se alinean con UNTERM las abreviaturas en inglés en mayúsculas y minúsculas |
| 2020-11-24                | Cambio de código de subdivisión: de IR-01 a IR-03, de IR-02 a IR-04, de IR-03 a IR-24, de IR-04 a IR-10, de IR-05 a IR-16, de IR-06 a IR-18, de IR-07 a IR-23, de IR-08 a IR-14, de IR-10 a IR-06, de IR-11 a IR-19, de IR-12 a IR-20, de IR-13 a IR-11, de IR-14 a IR-07, de IR-15 a IR-08, de IR-16 a IR-12, de IR-17 a IR-05, de IR-18 a IR-17, de IR-19 a IR-01, de IR-20 a IR-15, de IR-21 a IR-02, de IR-22 a IR-00, de IR-23 a IR-22, de IR-24 a IR-13, de IR-25 a IR-21, de IR-26 a IR-25, de IR-28 a IR-26, de IR-30 a IR-09, de IR-31 a IR-28, de IR-32 a IR-30 ; se actualiza la fuente de la lista |